# 狩谷棭斎
狩谷 棭斎（かりや えきさい、安永4年12月1日（1775年12月23日） - 天保6年閏7月4日（1835年8月27日）は、江戸時代後期の考証学者である。名は初め高橋真末、後に改名して望之（もちゆき）、字は卿雲、通称は津軽屋三右衛門（11代目）、別号を求古楼。戒名は常関院実事求是居士。

## 来歴
江戸の下谷池之端仲町に生まれる。父は書籍商・高橋高敏。25歳で従祖弟・狩谷保古の養子となる。津軽藩御用達という富裕な町人身分にして、幼少時から学問を好み、1794年ころから屋代弘賢に師事して和漢の学を授けられた。
墓は江戸下谷の天竜寺にあったが、巣鴨の法福寺に遷されている。

## 事績
棭斎は青年期の頃より古代日本文化の考証につとめ、考古遺品の収蔵と並行して金石文・古銭の研究を行っていたが、やがて漢籍善本の蒐集と校閲にすすみ、書誌学の方面にて非凡な見識を示した。たとえば「説文」について、もっとも親交のあった松崎慊堂と山梨稲川らと共同で討究した。「度量衡」については、1790年以来、西遊（近畿方面への旅行）を10回近く行ったほか、1832年には正倉院御物の諸尺拝観を実施するなど、いわゆる実証主義に徹した。「和名抄」についても松崎慊堂と研究会を重ね、比較考証に精細を極め、町人の学者として北静盧（屋根屋三右衛門）・市野迷庵（市野屋三右衛門）とあわせて「三三右衛門」と称される。晩年は浅草の住居を「実事求是書屋」と称した。
晩年の森鷗外が、史伝（『澀江抽齋』、『伊澤蘭軒』、『北條霞亭』の続編）の著述を意図し、資料を集めたが公務と病で果たせなかった。

## 家族
二女の俊（たか、とし）は、伊沢蘭軒の二男で幕府の奥医師となった柏軒（1810-1863、盤安）に嫁いだ。才女として知られ、「今少納言」と呼ばれた。

## 関連人物
- 渋江抽斎
- 伊沢蘭軒
- 北条霞亭
- 森立之
- 菅茶山

## 著作
- 『本朝度量権衡攷』
- 『倭名類聚抄箋注』
- 『日本霊異記攷証』
- 『扶桑略記校證』
- 『古京遺文』
- 『上宮聖徳法皇帝説証註』。
- 『京游筆記』
- 『日本現在書目證注稿』
- 『周尺攷辨』（岡本保孝共著）。

### 刊行文献
『狩谷棭斎全集』「日本古典全集」全9冊、1927－28年、同刊行会。正宗敦夫・神田喜一郎ほか校訂
- 正宗敦夫 編『狩谷棭齋全集 第二日本霊異記攷証・京游筆記』日本古典全集刊行会〈日本古典全集〉、1928年。
- 正宗敦夫 編『狩谷棭齋全集 第三 轉注說 扶桑略記校譌 每條千金』日本古典全集刊行会〈日本古典全集〉、1928年。
- 正宗敦夫 編『狩谷棭齋全集 第七 日本現在書目證注稿』日本古典全集刊行会〈日本古典全集〉、1928年。
- 正宗敦夫 編『狩谷棭齋全集 第八 說文撿字篇 文敎温故批考 上宮聖德法王帝說』日本古典全集刊行会〈日本古典全集〉、1928年。
- 正宗敦夫 編『狩谷棭齋全集 第九 古京遺文』日本古典全集刊行会〈日本古典全集〉、1928年。
- 覆刻（6冊刊）、現代思潮社、1978年、

『狩谷棭斎全集』「日本古典全集」オンデマンド版・現代思潮新社、2008年
- 『本朝度量権衡攷』冨谷至校注、平凡社東洋文庫（全2巻）、1991-92年、オンデマンド版2008年
- 『古京遺文』山田孝雄・香取秀真編、勉誠社、1976年